# Jurij Pavlovics Szjomin
Jurij Pavlovics Szjomin (oroszul: Юрий Павлович Сёмин, Orenburg, 1947. május 11. –) szovjet labdarúgó-középpályás, a Dinamo Kijiv jelenlegi vezetőedzője, a Lokomotyiv Moszkva egykori elnöke.

## Pályafutása
Jurij Szjomin 1947. május 11-én Orenburgban született, azonban a család néhány évvel később Orjolba költözött. Gyerekként a labdarúgást a jégkorongot, a röplabdát és az atlétikát kedvelte.

### Labdarúgóként
Középiskolai tanulmányai alatt, 16 évesen kezdett a helyi csapatban, az akkor harmadosztályú Szpartak Orjolban játszani. Az ifjú tehetségre a Szpartak Moszkva figyelt fel, és 17 évesen Moszkvába igazolta. A fiatal Szjomin hamar megtalálta helyét a csapatban, 19 évesen az OFK Beograd ellen lőtt két gólja a Szpartak első európai kupaporondon szerzett találatait jelentette.
Az 1967-es szezon végén a Gyinamóhoz igazolt, ahol labdarúgó-pályafutása legsikeresebb éveit töltötte, és egyetlen trófeáját szerezte: 1970-ben szovjetkupa-győztes lett.
1971-ben hagyta el a Gyinamót, miután összekülönbözött edzőjével, aki az egyik európai kupamérkőzésen nem szerepeltette. Előbb a Kazah SZSZK-ba, a Kajrat Alma-Atához, majd a szibériai Cskalovec együtteséhez igazolt. 1975-ben a Lokomotyiv hívó szavára tért vissza a fővárosba, ahol újabb 3 esztendőtt töltött. Pályafutását 1980-ban a Kubany Krasznodar csapatánál fejezte be, ahol két évvel később már segédedzőként kezdett el dolgozni.

### Edzőként
Edzői pályafutása a szovjet másodosztály kieső helyén tanyázó Pamir Dusanbe alakulatánál kezdődött. A csapatot a 12. helyre vezette fel, amiért a Tádzsik SZSZK tiszteletbeli szövetségi kapitányának nevezték ki.
Szjomin 1986-ban edzői pályafutásának legsikeresebb állomására, a Lokomotyiv Moszkvához érkezett. Az itt töltött 19 év alatt a középmezőnyhöz tartozó „vasutas” csapatból az egyik legerősebb szovjet, később orosz gárda formálódott, amely 1996-ban, 1997-ben, 2000-ben, és 2001-ben elhódította az orosz kupát, 1998-ban és 1999-ben KEK-elődöntőig menetelt, majd 2002-ben és 2004-ben megnyerte az orosz labdarúgó-bajnokságot is. A Szjomin vezette Lokomotyiv 2003-ban és 2005-ben megnyerte az orosz szuperkupa-döntőt.
2005-ben azért hagyta el a Lokomotyivot, hogy kivezesse a orosz labdarúgó-válogatottat a 2006-os labdarúgó-világbajnokságra. Mivel a selejtezők során a „szbornaja” Portugália és Szlovákia mögött csak a harmadik helyen végzett csoportjában, Szjomin búcsúzott a válogatottól és 2005 novemberében a Gyinamo Moszkvához ment. A válogatott kudarca követte az új csapathoz is, a Gyinamo rosszul szerepelt a bajnokságban, ezért Szjominnal szerződést bontottak. 2007-ben elnöki székbe tért vissza a Lokomotyivhoz, ahol a klub sikertelen szereplése miatt nem maradhatott sokáig.
2007 év végén az ukrán Dinamo Kijiv vezetőedzői pozícióját foglalta el, az elmúlt évek sikertelenségei ide már nem követték. A Dinamóval ukrán bajnok lett, az UEFA-kupában pedig az elődöntőig menetelt.
2009. május 26-án elhagyta Ukrajnát és vezetőedzői pozícióban tért vissza a Lokomotyivhoz.

## Sikerei, díjai
Labdarúgóként
- Gyinamo Moszkva
  - Szovjetkupa-győztes: 1970

Edzőként
- Lokomotyiv Moszkva
  - Orosz bajnok: 2002, 2004
  - Oroszkupa-győztes: 1996, 1997, 2000, 2001
  - Orosz szuperkupa-győztes: 2003, 2005
- Dinamo Kijiv
  - Ukrán bajnok: 2009

## Külső hivatkozás
- Jurij Szjomin adatlapja az orosz labdarúgó-válogatott oldalán (oroszul)